# Unprecedented Sh!t
Unprecedented Sh!t és el vint-i-tresè àlbum d’estudi de la cantant i compositora estatunidenca Ani DiFranco (vint-i-un en solitari més els dos en col·laboració amb Utah Phillips).
L’àlbum va ser publicat el disset de maig de 2024 sota el segell de Righteous Babe Records, tant en format CD com en vinil.
Les onze cançons del disc van ser escrites el 2011 i el 2022, i aborden temes socials i/o polítics tals com el patriarcat, la llibertat reproductiva o el canvi climàtic.
Sent quelcom excepcional en la seva discografia, DiFranco deixa la producció i la mescla en mans alienes, en aquesta ocasió del productor BJ Burton, que havia produït un dels seus àlbums favorits, 22, A Million (2016) del cantautor nord-americà Bon Iver.

## Llista de cançons
Totes les cançons foren escrites i compostes per Ani DiFranco, a excepció del segon vers de "More or Less Free" que és de NATEDOGG916. 
| Núm. | Títol                 | Durada |
| ---- | --------------------- | ------ |
| 1.   | «Spinning Room»       | 2:03   |
| 2.   | «Virus»               | 2:11   |
| 3.   | «More or Less Free»   | 2:45   |
| 4.   | «Baby Roe»            | 3:06   |
| 5.   | «Unprecedented Sh!t»  | 2:51   |
| 6.   | «New Bible»           | 5:37   |
| 7.   | «Boots of a Soldier»  | 4:17   |
| 8.   | «You Forgot to Speak» | 4:25   |
| 9.   | «The Thing at Hand»   | 4:01   |
| 10.  | «Interlude»           | 1:10   |
| 11.  | «The Knowing»         | 5:17   |

### Edició en vinil
| 1. | «Spinning Room»      | 2:03 |
| 2. | «Virus»              | 2:11 |
| 3. | «More or Less Free»  | 2:45 |
| 4. | «Baby Roe»           | 3:06 |
| 5. | «Unprecedented Sh!t» | 2:51 |
| 6. | «New Bible»          | 5:37 |

| 1. | «Boots of a Soldier»  | 4:17 |
| 2. | «You Forgot to Speak» | 4:25 |
| 3. | «The Thing at Hand»   | 4:01 |
| 4. | «Interlude»           | 1:10 |
| 5. | «The Knowing»         | 5:17 |

## Personal
- Ani Difranco – veu, guitarra
- Andy Stochansky – tambor de mà a «Virus»
- Todd Sickafoose – piano elèctric a «New Bible»
- Terence Higgins – bateria a «New Bible»
- Jharis Yokley – bateria a «Baby Roe»
- Joy Clark – veu de fons a «The Knowing»
- Lilli Lewis – veu de fons a «The Knowing»

### Producció
- Producció i Mescla – BJ Burton
- Enregistrament – Mike Napolitano
- Masterització – Huntley Miller
- Disseny – Regan Hagar
- Fotografia portada – Danny Clinch
- Fotografia interior – Ani DiFranco